# Staffelfelden
Staffelfelden – miejscowość i gmina we Francji, w regionie Grand Est, w departamencie Górny Ren.
Według danych na rok 1990 gminę zamieszkiwało 3331 osób, a gęstość zaludnienia wynosiła 449 osób/km² (wśród 903 gmin Alzacji Staffelfelden plasuje się na 73. miejscu pod względem liczby ludności, natomiast pod względem powierzchni na miejscu 354.).